# Nao Hibino
Nao Hibino (日比野 菜緒, Hibino Nao), née le 28 novembre 1994 à Ichinomiya, dans la Préfecture d'Aichi, est une joueuse de tennis japonaise, professionnelle depuis 2012.

## Carrière

### 2015 - 2016. Premier titre
En 2015, elle remporte son premier titre sur le circuit WTA à Tachkent. Elle bat Anhelina Kalinina au premier tour, profite au tour suivant du forfait d’Aliaksandra Sasnovich, puis vient à bout de Kateryna Kozlova et de Bojana Jovanovski. Enfin en finale, elle vainc Donna Vekić sur le score de 6-2, 6-2.
Dès 2016, elle passe régulièrement le second tour dans divers tournois. À Auckland, elle arrive en quart de finale battant Mariana Duque-Marino, Daria Kasatkina, mais elle est battue par Julia Görges. À Bol, elle arrive en demi-finale, passant la Française Marine Partaud, puis Ivana Jorovic et Stefanie Vögele. Elle est défaite par Polona Hercog. Lors du tournoi de Tashkent 2016, Nao Hibino arrive en finale. Elle est tête de série numéro 4 et élimine Komola Umarova, Risa Ozaki, Lesia Tsurenko. Elle est battue par Kristýna Plíšková.
Sur le circuit ITF, elle possède également 8 titres en simple et 8 en double.

### 2017 - 2018. Deux finales puis saisons peu fructueuses
Lors du tournoi de Malaisie, Nao Hibino arrive en finale battant Maryna Zanevska, puis la première tête de série Elina Svitolina, puis Lesley Kerkhove, enfin en demi-finale, elle bat Magda Linette. C'est Ashleigh Barty, issue des qualifications, qui remporte son premier titre en simple.
À Nanchang, elle réitère son parcours jusqu'en finale. Pour cela, elle bat Zhang Kai-Lin, Kristýna Plíšková (tête de série numéro 3), Lu Jing-Jing, Wang Yafan. Elle est battue par la seconde tête de série Peng Shuai.
L'année qui suit est peu fructueuse puisque Nao passe que rarement le second tour hormis au challenger de Taipei. Elle y est battue par Luksika Kumkhum. Il faut attendre jusqu'en septembre 2019 pour que Nao Hibino ait enfin un nouveau titre.

### 2019. Saison très peu concluante jusqu'en septembre puis victoire à domicile

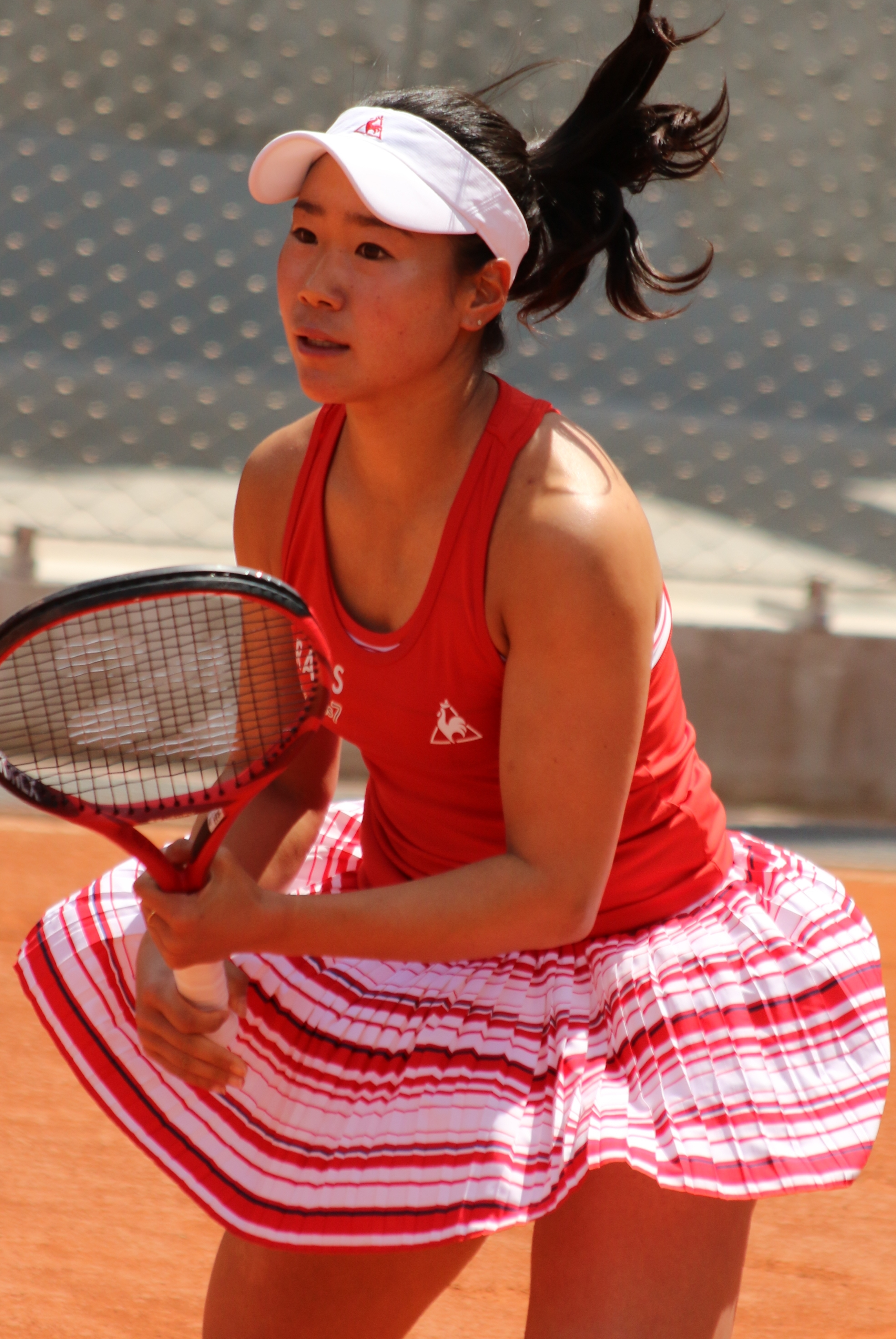
Nao Hibino à Roland Garros 2019

Début 2019 est peu concluant. Malgré quelques victoires comme celle face à Sara Sorribes Tormo 6-4, 6-2 en Fed Cup. Elle réussit à se qualifier pour le tableau final à Indian Wells en ayant éliminé Claire Liu et Sorana Cîrstea. Elle est cependant éliminée au premier tour par Jennifer Brady. Elle passe un tour à Zapopan, où elle élimine la Britannique Heather Watson 6-4, 6-1, elle est vaincue au tour suivant 6-4, 6-3 par Tatjana Maria.
Elle passe par les qualifications pour Miami, elle y élimine Eugenie Bouchard et Magda Linette mais elle est éliminée au tour suivant. Elle se présente au tournoi de Monterrey où elle y élimine Giuliana Olmos, avant d'être éliminée par Sachia Vickery. À Bol, elle réalise le même parcours éliminant Valeriya Strakhova, pour se faire éliminer par la suite par Timea Bacsinszky.
Alors qu'elle ne passe que rarement le premier tour, souvent éliminée lors de qualifications, Nao Hibino va réaliser un très bel exploit : avec sa compatriote Misaki Doi, elles seront les deux premières japonaises à s'affronter en finale à domicile. Pour cela, Nao Hibino va éliminer Leylah Fernandez, puis Zarina Diyas sur abandon, au tour suivant, elle vainc Mihaela Buzărnescu en demi-finale. Lors de la finale sur le score de 6-2, 6-3, Nao Hibino vainc sa compatriote Misaki Doi. Ensemble, elles jouent également le double. Sur leur chemin, elles viennent à bout de la 2e paire tête de série Kirsten Flipkens - Alison Van Uytvanck, puis Ysaline Bonaventure - Greet Minnen, en demi-finale, elles écartent Miyu Kato - Storm Sanders. Fait exceptionnel, les deux joueuses s'imposent en finale face à  la paire Christina McHale - Valeria Savinykh.

### 2020 - 2021. Saisons décevantes malgré quelques bons résultats
En 2020, lors de l'Open d'Australie, elle passe un tour face à Peng Shuai avant de s'incliner face à María Sákkari. À Hua Hin, elle arrive jusqu'en demi-finale où elle est battue par Leonie Küng. Par la suite, il lui faut attendre jusqu'au tournoi de Strasbourg pour obtenir de bons résultats : elle bat entre autres l'ex championne de l'US Open Sloane Stephens, puis elle vainc Zarina Diyas et vient à bout de l'ex championne de Roland-Garros Jeļena Ostapenko ; Elena Rybakina met fin à son parcours.
Il lui faut attendre après jusqu'en avril 2021 au Challenger de Charleston pour obtenir de nouveau de bons résultats mais elle perd en quart face à  la Tunisienne Ons Jabeur. Dans les tournois majeurs, elle passe à trois reprises le premier tour (à Melbourne, elle passe un tour puis perd face à Kristina Mladenovic, à Paris où elle perd au second tour contre Elena Rybakina, et à Londres où elle perd face à Aliaksandra Sasnovich au même stade). Le reste de la saison n'est que peu concluant.

### 2022. Présence surtout sur le circuit secondaire
Lucky loser à l'Open d'Australie, elle perd au premier tour face à Martina Trevisan (6-2, 6-3). En double, associée à Alicja Rosolska elle passe le premier tour. À Cancun, elle bat Anna Sinclair Rogers, puis Elvina Kalieva avant d'échouer face à Darja Semeņistaja. Par la suite, elle perd au premier tour dans plusieurs tournois : face à Alexandra Vecic à Cancun, face à Caroline Dolehide au tournoi ayant lieu à Guadalajara et face à Harmony Tan à Monterrey. Le déclic arrive enfin lors de la 3e et 4e volée du tournoi secondaire de Chiang Rai ; elle y parvient respectivement en demi-finale et en finale, à chaque fois éliminée par Gao Xinyu, future vainqueure de ces tournois.
Elle se rend à Hambourg, passant par les qualifications mais perdant dès le premier tour face à A.Cadanțu-Ignatik. Lucky loser à  Prague, elle effectue un parcours qui est surprenant : elle élimine Mihaela Buzărnescu sur un double 6-2, et surtout elle sort la 2e tête de série et 19e mondiale, Barbora Krejčíková (3-6 7-6 6-3), avant d'abandonner face à Linda Nosková.
Elle surprend encore une fois lors du tournoi de Chennai : elle se hisse jusqu'en quart-de-finale alors qu'elle sort des qualifications, battant Jana Fett puis la 6e tête de série, Wang Qiang (6-3 6-2), avant d'être sortie par Katie Swan (3-6 6-3 3-6).
Sur le Circuit ITF, elle atteint les quarts lors des tournois de Templeton (éliminée par Madison Brengle), Santa Fe (éliminée par Katrina Scott), et le tournoi de Midland (éliminée par Ann Li).

### 2023. Titre à Prague en simple et double
Après un échec au premier tour à Auckland, et en phase de qualifications à l'Open d'Australie; elle obtient son premier résultat à Hua Hin où elle élimine Valeria Savinykh mais est sortie au tour suivant par Marta Kostyuk. Elle doit ensuite attendre Miami  pour repasser un tour face à Danka Kovinić, elle sera sortie ensuite par Martina Trevisan.
Elle revient sur le circuit secondaire à Kashiwa. Elle y élimine tour à tour Haruka Kaji (6-2 6-3), puis Maddison Inglis (3-6 6-3 6-2). Elle vainc ensuite Kyoka Okamura (6-4 2-6 6-3). En demie, et malgré un passage à vide; elle élimine Arianne Hartono (6-3 0-6 6-3). Elle obtient son titre en deux sets (6-4 6-3) face à Jang Su-jeong.
Elle obtient un autre résultat à Paris, où elle sort une top 50; l'américaine Alycia Parks dès le premier tour (6-2 6-4). Elle continue en prenant le meilleur sur Océane Dodin (6-1 6-4). Elle atteint les 1/4 finale et se retrouve confrontée à la 6e tête de série, Caty McNally.
Lucky looser à Prague, elle effectue pourtant un bon parcours. Après avoir échoué face à Emiliana Arango en phases qualificatives, elle est repêchée et élimine Sara Errani (7-5 3-6 6-4) et Viktória Hrunčáková (6-1 7-5). Elle enchaine avec une victoire face à Tereza Martincová (6-1 6-2), et se retrouve en face de aqueline Cristian pour les demies finales. Sur le score de 6-4 6-7 6-2. Elle bat enfin la Tchèque Linda Nosková en finale sur le score de 6-4 6-1.
En double, elle s'associe à Oksana Kalashnikova. Elles éliminent dans la douleur la paire thaïlandaise composée de Luksika Kumkhum -  Peangtarn Plipuech (6-4 3-6 10-6). Elles se retrouvent ensuite face à la paire Andrea Gámiz - Heather Watson. Elles les éliminent sur un score de 6-4 3-6 10-7. Elles font face à Barbora Palicová et Dominika Šalková qu'elles éliminent (6-1 6-2). Elles accèdent ainsi à la finale face à Quinn Gleason et Elixane Lechemia. Elle réussie à s'imposer avec sa coéquipière 6-7 7-5 10-3. Elle remporte donc le simple et le double du tournoi.
Grâce à ce tournoi elle réintègre le top 100 à la 84e place mondiale. Une première depuis 2021.
Elle s'aligne à Stanford en tant que 4e tête de série. Elle élimine Valeria Savinykh (sa partenaire de double dans ce même tournois) au premier tour en deux sets (7-5 6-2), pour se retrouver face à sa compatriote Moyuka Uchijima. Elle abandonne après avoir perdu 7-5 2-0.

### 2024: Sortie du top 100
À Canberra, elle est la 2e tête de série. Elle arrive en quart battant Katherine Sebov (6-2 6-3) et Taylah Preston (6-1 5-7 6-1). Associée à Irina Khromacheva en double, la paire ne passe que le premier tour. S'ensuit une série de deux défaites au premier tour à Hobart et lors de l' Open d'Australie. Elle passe de nouveau le premier tour à Hua Hin. Lors de la Coupe Billie Jean King, elle arrive à bout de ses deux adversaires, Anna Danilina et Yulia Putintseva.
À la suite d'une série de six défaites précoces, elle sort du top 100. À Makarska, elle arrive en quarts de finale en simple, et avec Oksana Kalashnikova en finale du double. Elle se qualifie pour l'US Open; prenant même sa revanche sur Kristina Mladenovic qui l'avait éliminé quelques mois plus tôt. Elle sera sortie du tournoi au premier tour. Elle aura un peu plus de chance en double avec Cristina Bucșa en passant le premier tour.
Après des échecs en qualifications de Séoul et Pékin, elle se rend à Hong Kong. Elle y élimine la française Clara Burel  en deux sets (6-2 7-6). Puis, elle vient à bout en trois sets de Dalma Gálfi pour rallier les quarts de finale. Clara Tauson l'élimine à ce stade.
En double, associée à sa compatriote Makoto Ninomiya;elles éliminent Peangtarn Plipuech et Zheng Wushuang. Au 2e tour, elles se retrouvent face à la paire tête de série numéro 2 Shuko Aoyama - Eri Hozumi. Elles perdent face à Monica Niculescu et Elena-Gabriela Ruse en finale.
Retombée à la 159e place mondiale, elle se présente à Hong Kong. Elle fait face à LuJia-Jing au premier tour, elle l'élimine malgré quelques difficultés (6-7 6-3 7-5). Elle se retrouve ensuite face à une autre chinoise, la tête de série numéro 6; Yuan Yue.Elle perd malgré le gain du premier set et sa résistance dans le second.

### 2025
À Auckland, elle passe le premier tour face à Jule Niemeier mais échoue au tour suivant face à Robin Montgomery.
Qualifiée pour l'Open d'Australie, elle échoue au premier tour. Elle enchaîne les tournois sur le circuit secondaire, mais elle n'arrive pas à enchaîner deux victoires de suite.
Retombée à la 200e place mondiale, elle se présente aux qualifications de Roland-Garros. Elle élimine Andrea Lazaro Garcia en deux sets (7-6, 6-4). Ensuite, elle réalise l’exploit d’éliminer une ex lauréate de Grand Chelem, Bianca Andreescu (2-6, 7-6, 6-4). Elle accède au tableau principal après avoir vaincu Ella Seidel (2-6, 7-5, 6-4). Elle vainc sa compatriote Moyuka Uchijima avant de tomber face à Hailey Baptiste en deux sets.

## Style de jeu
Hibino préfère un style de jeu agressif. Après avoir battu Hsieh Su-wei en quart de finale à l'Open féminin du Japon 2019, elle a décrit le match comme étant à 70 % en défense et à 30 % en attaque, mais a déclaré qu'elle devait être plus agressive. Après avoir battu sa compatriote Misaki Doi lors de la finale du même tournoi, Doi a déclaré : « Elle a un revers puissant, mais elle utilisait également son coup droit pour bien structurer les points, ce qui me donnait très peu de chance de jouer mon jeu. » Hibino peut aussi être efficace au filet pour repousser une frappe puissante du joueur et assurer une volée. L'une des signatures de son style de jeu est l'utilisation de drop shots. Elle préfère les courts en dur, mais son tournoi préféré est Wimbledon qui se joue sur gazon.

## Palmarès

### Titres en simple dames
| No | Date       | Nom et lieu du tournoi        | Catégorie | Dotation  | Surface    | Finaliste     | Score    |          |
| -- | ---------- | ----------------------------- | --------- | --------- | ---------- | ------------- | -------- | -------- |
| 1  | 28-09-2015 | Tashkent Open, Tachkent       | Intern'l  | 250 000 $ | Dur (ext.) | Donna Vekić   | 6-2, 6-2 | Parcours |
| 2  | 09-09-2019 | Japan Women's Open, Hiroshima | Intern'l  | 226 750 $ | Dur (ext.) | Misaki Doi    | 6-3, 6-2 | Parcours |
| 3  | 31-07-2023 | Livesport Prague Open, Prague | WTA 250   | 259 303 $ | Dur (ext.) | Linda Nosková | 6-4, 6-1 | Parcours |

### Finales en simple dames
| No | Date       | Nom et lieu du tournoi       | Catégorie | Dotation  | Surface    | Vainqueure        | Score         |          |
| -- | ---------- | ---------------------------- | --------- | --------- | ---------- | ----------------- | ------------- | -------- |
| 1  | 26-09-2016 | Tashkent Open, Tachkent      | Intern'l  | 250 000 $ | Dur (ext.) | Kristýna Plíšková | 6-3, 2-6, 6-3 | Parcours |
| 2  | 27-02-2017 | Malaysian Open, Kuala Lumpur | Intern'l  | 250 000 $ | Dur (ext.) | Ashleigh Barty    | 6-3, 6-2      | Parcours |
| 3  | 24-07-2017 | Jiangxi Open, Nanchang       | Intern'l  | 250 000 $ | Dur (ext.) | Peng Shuai        | 6-3, 6-2      | Parcours |

### Titres en double dames
| No | Date       | Nom et lieu du tournoi        | Catégorie | Dotation  | Surface    | Partenaire          | Finalistes                        | Score             |          |
| -- | ---------- | ----------------------------- | --------- | --------- | ---------- | ------------------- | --------------------------------- | ----------------- | -------- |
| 1  | 03-04-2017 | Abierto GNP Seguros Monterrey | Intern'l  | 250 000 $ | Dur (ext.) | Alicja Rosolska     | Dalila Jakupović Nadiia Kichenok  | 6-2, 7-64         | Parcours |
| 2  | 09-09-2019 | Japan Women's Open Hiroshima  | Intern'l  | 226 750 $ | Dur (ext.) | Misaki Doi          | Christina McHale Valeria Savinykh | 6-3, 4-6, [10-4]  | Parcours |
| 3  | 31-07-2023 | Livesport Prague Open Prague  | WTA 250   | 259 303 $ | Dur (ext.) | Oksana Kalashnikova | Quinn Gleason Elixane Lechemia    | 67-7, 7-5, [10-3] | Parcours |

### Finales en double dames
| No | Date       | Nom et lieu du tournoi                | Catégorie | Dotation  | Surface      | Vainqueures                        | Partenaire          | Score      |          |
| -- | ---------- | ------------------------------------- | --------- | --------- | ------------ | ---------------------------------- | ------------------- | ---------- | -------- |
| 1  | 25-09-2017 | Tashkent Open Tachkent                | Intern'l  | 250 000 $ | Dur (ext.)   | Tímea Babos Andrea Hlaváčková      | Oksana Kalashnikova | 7-5, 6-4   | Parcours |
| 2  | 29-01-2018 | Taïwan Open Taipei                    | Intern'l  | 250 000 $ | Dur (int.)   | Duan Ying-Ying Wang Yafan          | Oksana Kalashnikova | 7-64, 7-65 | Parcours |
| 3  | 07-10-2019 | Tianjin Open Tianjin                  | Intern'l  | 426 750 $ | Dur (ext.)   | Shuko Aoyama Ena Shibahara         | Miyu Kato           | 6-3, 7-5   | Parcours |
| 4  | 19-04-2021 | Tournoi de tennis d'Istanbul Istanbul | WTA 250   | 235 238 $ | Terre (ext.) | Veronika Kudermetova Elise Mertens | Makoto Ninomiya     | 6-1, 6-1   | Parcours |

### Finales en double en WTA 125
| No | Date       | Nom et lieu du tournoi       | Catégorie | Dotation  | Surface      | Vainqueures                          | Partenaire          | Score            |          |
| -- | ---------- | ---------------------------- | --------- | --------- | ------------ | ------------------------------------ | ------------------- | ---------------- | -------- |
| 1  | 04-06-2024 | Makarska Open Makarska       | WTA 125   | 115 000 $ | Terre (ext.) | Sabrina Santamaria Iryna Shymanovich | Oksana Kalashnikova | 6-4, 3-6, [10-6] | Parcours |
| 2  | 30-09-2024 | Hong Kong 125 Open Hong Kong | WTA 125   | 115 000 $ | Dur (ext.)   | Monica Niculescu Elena-Gabriela Ruse | Makoto Ninomiya     | 6-3, 5-7, [10-5] | Parcours |

## Parcours en Grand Chelem

### En simple dames
| Année | Open d'Australie | Open d'Australie     | Internationaux de France | Internationaux de France | Wimbledon       | Wimbledon             | US Open         | US Open             |
| ----- | ---------------- | -------------------- | ------------------------ | ------------------------ | --------------- | --------------------- | --------------- | ------------------- |
| 2014  | —                | —                    | —                        | —                        | —               | —                     | Q2              | Françoise Abanda    |
| 2015  | —                | —                    | —                        | —                        | Q2              | Anna Tatishvili       | Q3              | Kateryna Bondarenko |
| 2016  | 1er tour (1/64)  | Maria Sharapova      | 1er tour (1/64)          | Simona Halep             | 1er tour (1/64) | Andrea Petkovic       | 1er tour (1/64) | Kristina Mladenovic |
| 2017  | 1er tour (1/64)  | Anastasija Sevastova | 1er tour (1/64)          | Caroline Garcia          | 1er tour (1/64) | Madison Keys          | 2e tour (1/32)  | Lucie Šafářová      |
| 2018  | 1er tour (1/64)  | Donna Vekić          | Q1                       | Alexandra Dulgheru       | —               | —                     | Q2              | Katie Swan          |
| 2019  | Q1               | Antonia Lottner      | Q3                       | Elena Rybakina           | Q1              | Fanny Stollár         | Q2              | Johanna Larsson     |
| 2020  | 2e tour (1/32)   | María Sákkari        | 2e tour (1/32)           | Ons Jabeur               | Annulé          | Annulé                | 1er tour (1/64) | Garbiñe Muguruza    |
| 2021  | 2e tour (1/32)   | Kristina Mladenovic  | 2e tour (1/32)           | Elena Rybakina           | 2e tour (1/32)  | Aliaksandra Sasnovich | 1er tour (1/64) | Fiona Ferro         |
| 2022  | 1er tour (1/64)  | Martina Trevisan     | Q3                       | Irina Bara               | —               | —                     | Q3              | Daria Snigur        |
| 2023  | Q3               | Cristina Bucșa       | 1er tour (1/64)          | A-L. Friedsam            | 1er tour (1/64) | Alizé Cornet          | Q1              | Louisa Chirico      |
| 2024  | 1er tour (1/64)  | María Sákkari        | 1er tour (1/64)          | Bernarda Pera            | 1er tour (1/64) | Elise Mertens         | 1er tour (1/64) | Caroline Wozniacki  |
| 2025  | 1er tour (1/64)  | Marta Kostyuk        | 2e tour (1/32)           | Hailey Baptiste          | Q1              | Victoria Mboko        | Q1              | Cadence Brace       |

N.B. : à droite du résultat se trouve le nom de l'ultime adversaire.

### En double dames
| Année | Open d'Australie                                                                      | Open d'Australie                                                                          | Internationaux de France                                                               | Internationaux de France                                                                 | Wimbledon                                                                                  | Wimbledon | US Open | US Open |
| ----- | ------------------------------------------------------------------------------------- | ----------------------------------------------------------------------------------------- | -------------------------------------------------------------------------------------- | ---------------------------------------------------------------------------------------- | ------------------------------------------------------------------------------------------ | --------- | ------- | ------- |
| 2016  | 1er tour (1/32) M. Doi \|\| style="text-align:left;" \| Hsieh S.-w. O. Kalashnikova   | 2e tour (1/16) E. Hozumi \|\| style="text-align:left;" \| M. Hingis S. Mirza              | 1er tour (1/32) A. Rosolska \|\| style="text-align:left;" \| V. King A. Kudryavtseva   | 3e tour (1/8) N. Gibbs \|\| style="text-align:left;" \| S. Mirza B. Strýcová             |                                                                                            |           |         |         |
| 2017  | 2e tour (1/16) A. Rosolska \|\| style="text-align:left;" \| Liang C. Yang Z.          | 3e tour (1/8) A. Rosolska \|\| style="text-align:left;" \| K. Flipkens F. Schiavone       | 1er tour (1/32) A. Rosolska \|\| style="text-align:left;" \| M. Lučić A. Petkovic      | 2e tour (1/16) A. Rosolska \|\| style="text-align:left;" \| S. Cîrstea S. Sorribes Tormo |                                                                                            |           |         |         |
| 2018  | 1er tour (1/32) D. Jurak \|\| style="text-align:left;" \| J. Moore E. Perez           | 2e tour (1/16) O. Kalashnikova \|\| style="text-align:left;" \| T. Babos K. Mladenovic    | —                                                                                      | —                                                                                        | 1/8 de finale O. Kalashnikova \|\| style="text-align:left;" \| D. Jakupović I. Khromacheva |           |         |         |
| 2019  | 1/8 de finale D. Krawczyk \|\| style="text-align:left;" \| B. Strýcová M. Vondroušová | 1er tour (1/32) R. Voráčová \|\| style="text-align:left;" \| L. Hradecká A. Klepač        | 1er tour (1/32) M. Kato \|\| style="text-align:left;" \| A. Blinkova Wang Y.           | 1er tour (1/32) M. Kato \|\| style="text-align:left;" \| N. Melichar K. Peschke          |                                                                                            |           |         |         |
| 2020  | 2e tour (1/16) M. Ninomiya \|\| style="text-align:left;" \| M. Doi M. Niculescu       | 1er tour (1/32) M. Ninomiya \|\| style="text-align:left;" \| K. Peschke D. Schuurs        | Annulé                                                                                 | Annulé                                                                                   | 1er tour (1/16) M. Ninomiya \|\| style="text-align:left;" \| A. Blinkova V. Kudermetova    |           |         |         |
| 2021  | 1er tour (1/32) M. Doi \|\| style="text-align:left;" \| P. Badosa D. Kovinić          | 2e tour (1/16) O. Kalashnikova \|\| style="text-align:left;" \| M. Niculescu J. Ostapenko | 2e tour (1/16) K. Christian \|\| style="text-align:left;" \| L. Siegemund V. Zvonareva | 1er tour (1/32) K. Christian \|\| style="text-align:left;" \| A. Kalinina R. Voráčová    |                                                                                            |           |         |         |
| 2022  | 2e tour (1/16) A. Rosolska \|\| style="text-align:left;" \| V. Kužmová V. Zvonareva   | —                                                                                         | —                                                                                      | —                                                                                        | —                                                                                          | —         | —       |         |
|       |                                                                                       |                                                                                           |                                                                                        |                                                                                          |                                                                                            |           |         |         |
| 2024  | —                                                                                     | —                                                                                         | 2e tour (1/16) K. Kawa \|\| style="text-align:left;" \| M. Andreeva V. Zvonareva       | 2e tour (1/16) C. Bucșa \|\| style="text-align:left;" \| Chan H.-c. V. Kudermetova       | —                                                                                          | —         |         |         |

N.B. : à droite du résultat se trouve le nom de l'ultime adversaire.

## Parcours en «Premier» et WTA 1000
Les tournois WTA « Premier Mandatory » et « Premier 5 » (entre 2009 et 2020) et WTA 1000 (à partir de 2021) constituent les catégories d'épreuves les plus prestigieuses, après les quatre levées du Grand Chelem. 

De 2009 à 2023, les tournois Premier Mandatory (dits tournois WTA 1000 obligatoires entre 2021 et 2023) regroupent Indian Wells, Miami, Madrid et Pékin, les autres constituant les tournois Premier 5 (tournois WTA 1000 non-obligatoires). À partir de 2024, le nombre de tournois WTA 1000 passe à 10 par saison (fin de l’alternance Doha / Dubaï), ces derniers devenant tous obligatoires et offrant tous 1000 points à la vainqueure (contre 900 points précédemment pour les tournois Premier 5).

### En simple dames
| Année |       |                            |                         |                               |                            |                            |                           |                              |             |                 |  |                             |
| Doha  | Dubaï | Indian Wells               | Miami                   | Madrid                        | Rome                       | Canada                     | Cincinnati                | Pékin                        |             | Wuhan           |  |                             |
| Doha  | Dubaï | Indian Wells               | Miami                   | Madrid                        | Rome                       | Canada                     | Cincinnati                | Pékin                        | Guadalajara |                 |  |                             |
| Doha  | Dubaï | Indian Wells               | Miami                   | Madrid                        | Rome                       | Canada                     | Cincinnati                | Pékin                        |             |                 |  |                             |
| 2016  |       | 2e tour (1/16) G. Muguruza | WTA 500                 | 1er tour (1/64) L. Davis      | 1er tour (1/64) J. Görges  |                            |                           | 1er tour (1/32) M. Lučić     |             |                 |  |                             |
|       |       |                            |                         |                               |                            |                            |                           |                              |             |                 |  |                             |
| 2019  |       | WTA 500                    |                         | 1er tour (1/64) J. Brady      | 1er tour (1/64) K. Muchová |                            |                           |                              |             |                 |  |                             |
|       |       |                            |                         |                               |                            |                            |                           |                              |             |                 |  |                             |
| 2021  |       | WTA 500                    |                         | 1er tour (1/64) Z. Diyas      | 1er tour (1/64) R. Zarazúa |                            |                           |                              |             | Annulé          |  | Annulé                      |
| 2022  |       |                            | WTA 500                 |                               |                            |                            |                           |                              |             | Hors calendrier |  | 1er tour (1/32) M. Trevisan |
| 2023  |       | WTA 500                    |                         |                               | 2e tour (1/32) M. Trevisan |                            | 1er tour (1/64) A. Bogdan |                              |             |                 |  |                             |
| 2024  |       | 1er tour (1/32) M. Linette | 2e tour (1/16) Zheng Q. | 2e tour (1/32) V. Kudermetova |                            | 1er tour (1/64) A. Krueger |                           | 1er tour (1/32) L. Fernandez |             |                 |  |                             |

Sous le résultat, l’ultime adversaire.
1. 1 2   Les tournois de Doha et Dubaï alternent le statut de tournoi WTA 1000 (ex Premier 5) entre 2009 et 2023 : les trois premières éditions ont lieu à Dubaï, les trois suivantes à Doha, puis Dubaï accueille le tournoi de cette catégorie les années impaires et Dubaï les années paires. De 2011 à 2023, la ville qui n’accueille pas de WTA 1000 organise à la place un tournoi WTA 500 (ex Premier).
2. 1 2 3 4 5 6 7   L’ordre de déroulement des tournois a évolué depuis 2009 : Rome se dispute avant Madrid et Cincinnati avant Montréal/Toronto jusqu’en 2010, tandis que Tokyo (2009-2013)-Wuhan (2014-2019, 2024-)-Guadalajara (2022-2023) ont lieu avant Pékin jusqu’en 2023.
3. 1 2  Du fait de la pandémie de Covid-19, les tournois d’Indian Wells, de Miami, de Madrid, du Canada, de Wuhan et de Pékin sont annulés en 2020. Ces deux derniers le sont également en 2021. Pour des raisons d’organisation, le tournoi de Cincinnati 2020 a exceptionnellement lieu à Flushing Meadows à New York.
4. ↑  Le 1er décembre 2021, le président de la WTA, Steve Simon, annonce que tous les tournois prévus en Chine et à Hong Kong sont suspendus à partir de 2022, en raison de préoccupations concernant la sécurité et le bien-être de la joueuse de tennis chinoise Peng Shuai après ses allégations de relations sexuelles non-consenties avec Zhang Gaoli, membre de haut rang du Parti communiste chinois. Le tournoi de Pékin revient en 2023. Le tournoi de Guadalajara remplace celui de Wuhan pendant deux ans, ce dernier réapparaissant en 2024.

## Parcours aux Jeux olympiques

### En simple dames
| # | Date       | Nom de l'olympiade                  | Surface    | Résultat        | Ultime adversaire | Score    |          |
| - | ---------- | ----------------------------------- | ---------- | --------------- | ----------------- | -------- | -------- |
| 1 | 06/08/2016 | Olympic Tennis Event Rio de Janeiro | Dur (ext.) | 2e tour (1/16)  | Garbiñe Muguruza  | 6-1, 6-1 | Parcours |
| 2 | 31/07/2021 | Olympic Tennis Event Tokyo          | Dur (ext.) | 1er tour (1/32) | Nina Stojanović   | 6-3, 6-3 | Parcours |

### En double dames
| # | Date       | Nom de l'olympiade         | Surface    | Résultat        | Partenaire      | Ultimes adversaires          | Score    |          |
| - | ---------- | -------------------------- | ---------- | --------------- | --------------- | ---------------------------- | -------- | -------- |
| 1 | 31/07/2021 | Olympic Tennis Event Tokyo | Dur (ext.) | 1er tour (1/16) | Makoto Ninomiya | Ashleigh Barty Storm Sanders | 6-1, 6-2 | Parcours |

## Parcours en Fed Cup
| #                                                           | Date       | Lieu       | Surface    | Gagnante(s)           | Perdante(s)         | Score         |          |
| ----------------------------------------------------------- | ---------- | ---------- | ---------- | --------------------- | ------------------- | ------------- | -------- |
|                                                             |            |            |            |                       |                     |               |          |
| 2019 - 1er tour (groupe mondial II) - Japon - Espagne - 2-3 |            |            |            |                       |                     |               |          |
| 1                                                           | 09/02/2019 | Kitakyūshū | Dur (int.) | Nao Hibino            | Sara Sorribes Tormo | 6-4, 6-2      | Parcours |
| 1                                                           | 09/02/2019 | Kitakyūshū | Dur (int.) | Georgina García Pérez | Nao Hibino          | 6-3, 1-6, 6-1 | Parcours |

## Classements WTA en fin de saison
| Année          | 2012 | 2013 | 2014 | 2015 | 2016 | 2017 | 2018 | 2019 | 2020 | 2021 | 2022 | 2023 | 2024 |
| Rang en simple | 578  | 291  | 207  | 78   | 86   | 92   | 119  | 102  | 72   | 126  | 137  | 90   | 152  |
| Rang en double | 1068 | 327  | 318  | 167  | 76   | 50   | 68   | 66   | 68   | 104  | 125  | 147  | 122  |

Source : (en) Classements de Nao Hibino sur le site officiel de la Fédération internationale de tennis

## Records et statistiques

### Victoires sur le top 10
Toutes ses victoires sur des joueuses classées dans le top 10 de la WTA lors de la rencontre.
| Légende            |
| Grand Chelem       |
| WTA 1000           |
| WTA 500            |
| Intern'l / WTA 250 |
| Fed Cup            |

|   |       |  | Tournoi | Année | Surface |  | Adversaire      | Rang | Tour | Score    | Tableau |
| - | ----- |  | ------- | ----- | ------- |  | --------------- | ---- | ---- | -------- | ------- |
| 1 | no 84 |  | Hua Hin | 2020  | Dur     |  | Elina Svitolina | no 4 | 1/4  | 6-4, 6-2 | Tableau |